# Сарваниварана-Вишкамбин
Сарваниварана-Вишкамбин (тибетски Дрипа Намсал – ядрото, центърът на космоса) е почитан като един от осемте „Велики Бодхисатви“ в Махаяна Будизма наред с Манджушри, Самантабадра, Авалокитешвара, Махастамапрапта, Акашагарбха, Кшитигарбха и Майтрея.